# Matthias Schwab
Matthias Schwab (1994) is een amateurgolfer uit Schladming, Oostenrijk.
De vader van Matthias, Andreas Schwab, is in de Oostenrijkse sportwereld geen onbekende. Hij is onder andere bobsleeër en voorzitter van de NADA (Nationalen Anti-Doping Agentur). Hij, zijn vrouw en hun iets jongere zoon Johannes spelen ook golf.

## Amateur
Nadat Matthias eerder in 2010 het Italiaans Jeugd Amateur en het Oostenrijks Amateur Kampioenschap had gewonnen werd de 15-jarige Matthias Schwab als beste amateur van Oostenrijk uitgenodigd om zijn eerste toernooi op de Europese PGA Tour te spelen op het Oostenrijks Open. Hij speelde de eerste twee rondes met David Lynn (winnaar KLM Open 2004), die zelf na de derde ronde aan de leiding kwam. Na drie rondes stond Matthias nog in de top 10, de laatste ronde maakte hij 75 en zakte hij naar de 32ste plaats. Hij eindigde niet alleen als de beste Oostenrijker in het toernooi maar ook als beste 15-jarige speler ooit in een toernooi van de Europese Tour.
In 2012 bereikte hij de finale van het Brits Amateur Kampioenschap, maar verloor van Alan Dunbar.

### Gewonnen
- 2010: Oostenrijks Amateur, Italiaans Amateur (onder 16 jaar)
- 2012: Sloveens Amateur (-10)

### Teams
- Eisenhower Trophy: 2010 (in Argentinië)
- Mini Ryder Cup: 2012